# Division 1 för damer 2021
La Division 1 för damer 2021 è la 3ª edizione del campionato di football americano femminile di secondo livello, organizzato dalla SAFF.

## Squadre partecipanti
| Club                    | Città      | Stadio | Sponsor ufficiale | Risultato nella stagione 2020 |
| ----------------------- | ---------- | ------ | ----------------- | ----------------------------- |
| Copenhagen Tomahawks    | Copenaghen |        |                   |                               |
| Göteborg Marvels        | Göteborg   |        |                   |                               |
| Limhamn Griffins        | Malmö      |        |                   |                               |
| Norrköping Panthers     | Norrköping |        |                   |                               |
| Stockholm Mean Machines | Stoccolma  |        |                   |                               |
| Västerås Roedeers       | Västerås   |        |                   |                               |

## Stagione regolare

### Calendario

#### Anticipi 1
| Copenaghen 8 agosto 2021 | Copenhagen Tomahawks | 20 – 9 | Göteborg Marvels | Valby Idrætspark |

#### 1ª giornata
| Stoccolma 14 agosto 2021 | Stockholm Mean Machines | 28 – 0 | Norrköping Panthers | Zinkensdamms Idrottsplats |

| Malmö 14 agosto 2021 | Limhamn Griffins | 0 – 1 (a tavolino) | Göteborg Marvels | Hästhagens IP |

#### 2ª giornata
| Kviberg 21 agosto 2021, ore 12:00 | Göteborg Marvels | 12 – 14 | Copenhagen Tomahawks |  |

| Stoccolma 22 agosto 2021 | Stockholm Mean Machines | 6 – 0 | Västerås Roedeers | Zinkensdamms Idrottsplats |

#### 3ª giornata
| Norrköping 29 agosto 2021, ore 13:00 | Norrköping Panthers | 0 – 6 | Västerås Roedeers | Panthers Field |

#### 4ª giornata
| Kviberg 4 settembre 2021, ore 12:00 | Göteborg Marvels | 1 – 0 (a tavolino) | Limhamn Griffins |  |

| Norrköping 4 settembre 2021, ore 16:00 | Norrköping Panthers | 0 – 22 | Stockholm Mean Machines | Panthers Field |

#### 5ª giornata
| Västerås 12 settembre 2021, ore 16:00 | Västerås Roedeers | 20 – 14 | Norrköping Panthers | Arosvallen |

#### 6ª giornata
| Västerås 18 settembre 2021, ore 12:00 | Västerås Roedeers | 0 – 44 | Stockholm Mean Machines | Arosvallen |

| 2021 | Limhamn Griffins | 0 – 1 (a tavolino) | Copenhagen Tomahawks |  |

| 19 settembre 2021 | Copenhagen Tomahawks | 1 – 0 (a tavolino) | Limhamn Griffins |  |

### Classifiche
Le classifiche della regular season sono le seguenti:
- PCT = percentuale di vittorie, G = partite giocate, V = partite vinte,  P = partite perse, PF = punti fatti, PS = punti subiti

#### Norra
| Pos. | Squadra                 | PCT   | G | V | N | P | PF  | PS |
| ---- | ----------------------- | ----- | - | - | - | - | --- | -- |
| 1    | Stockholm Mean Machines | 1.000 | 4 | 4 | 0 | 0 | 100 | 0  |
| 2    | Västerås Roedeers       | .500  | 4 | 2 | 0 | 2 | 26  | 64 |
| 3    | Norrköping Panthers     | .000  | 4 | 0 | 0 | 4 | 14  | 76 |

#### Södra
| Pos. | Squadra              | PCT   | G | V | N | P | PF | PS |
| ---- | -------------------- | ----- | - | - | - | - | -- | -- |
| 1    | Copenhagen Tomahawks | 1.000 | 4 | 4 | 0 | 0 | 36 | 21 |
| 2    | Göteborg Marvels     | .500  | 4 | 2 | 0 | 2 | 23 | 34 |
| -    | Limhamn Griffins     | -     | 4 | 0 | 0 | 4 | 0  | 4  |

## Playoff

### Tabellone
|  | Semifinali | Semifinali        | Semifinali |                  |   | Finale | Finale                  | Finale |  |
|  |            |                   |            |                  |   |        |                         |        |  |
|  |            |                   |            |                  |   | 1N     | Stockholm Mean Machines | 20     |  |
|  |            |                   |            |                  |   | 1N     | Stockholm Mean Machines | 20     |  |
|  |            |                   | 2S         | Göteborg Marvels | 6 |        |                         |        |  |
|  | 2S         | Göteborg Marvels  | 2S         | Göteborg Marvels | 6 | 34     |                         |        |  |
|  | 2S         | Göteborg Marvels  |            |                  |   |        |                         |        |  |
|  | 2N         | Västerås Roedeers | 8          |                  |   |        |                         |        |  |

### Semifinali
| Kviberg 25 settembre 2021 | Göteborg Marvels | 34 – 8 | Västerås Roedeers |  |

### Finale
| Stoccolma 2 ottobre 2021 | Stockholm Mean Machines | 20 – 6 | Göteborg Marvels | Zinkensdamms Idrottsplats |

## Verdetti
- Stockholm Mean Machines vincitrici della Division 1 för damer 2021